# Ліксус катрановий
Ліксус катрановий (Lixus canescens) — вид комах з родини довгоносиків (Curculionidae).

## Морфологічні ознаки
14–19 мм. Верх з густими сірувато-білими волосками, розташованими у вигляді окремих плям. Низ, крім останніх трьох сегментів черевця, з густими білими, глибоко розщепленими лусками. Надкрила без бокових смуг, ширші за передньоспинку, паралельнобокі, їх верхівки загострені та подовжені. Останні сегменти черевця густо вкриті простими волосками, з голими цятками. Головотрубка сильно зігнута, в обох статей товстіша за передні стегна, з тупим кілем, лоб з великою ямкою. Передньоспинка трохи коротша своєї ширини біля основи, конічно звужена до верхівки, з помітно закругленими лопатями та подвійним цяткуванням на диску.

## Поширення
Північна частина Румунії, Молдова, Нижнє Поволжя, південний Урал. 
В Україні зареєстрований в лівобережному Степу (ділянки сухого Степу, кам'янисті схили морського узбережжя).

Знахідки довгоносика Lixus canescens в межах України

## Особливості біології
Імаго живиться листям, личинки — стеблами та кореневищами катрану (Crambe maritima). Парування — у травні. Самиця відкладає 1–2 яйця у невеликі комірки стебла катрану, які сама і вигризає. Личинки виходять через 5–7 днів; поступово просуваються серединою стебел до кореневищ. Заляльковування — в кінці серпня. В одній рослині розвиваються від 1–2 до 5 жуків.

## Загрози та охорона
Загрози: деградація його місць перебування, а також збирання населенням кореневищ катрану.
Охороняється, як компонент біоценозу, в «Хомутовському Степу» (Український степовий ПЗ), заказнику загальнодержавного значення «Обіточна коса». Для охорони потрібно виявити і взяти під охорону інші місця його перебування з детальним вивченням особливостей біології виду.